# Alex Bachman
Alex Bachman (Westlake Village, 29 maggio 1996) è un giocatore di football americano statunitense che milita nel ruolo di wide receiver per i Las Vegas Raiders della National Football League (NFL). Al college ha giocato per Wake Forest.

## Carriera universitaria
Bachman giocò college football con la Wake Forest University militando nei Demon Deacons impegnati nell'Atlantic Coast Conference (ACC) della Divisione I della Football Bowl Subdivision (FBS) della NCAA. Nei suoi quattro anni di carriera al college fece 32 presenze in cui mise a tabellino 82 ricezioni per 1 162 yard e dieci touchdown.

## Carriera professionistica

### Los Angeles Chargers
Bachman non fu selezionato nel Draft NFL 2019 e il 29 aprile 2019 firmò da undrafted free agent con i Los Angeles Rams. Bachman non rientrò nel roster iniziale della squadra e il 31 agosto 2019 fu quindi prima svincolato, con una designazione di infortunio, e poi il giorno successivo spostato in lista riserve/infortunati. Il 5 settembre 2019 Bachman fu svincolato definitivamente dai Rams.

### New York Giants
Il 12 novembre 2019 Bachman firmò con la squadra di allenamento dei New York Giants.
Il 30 dicembre 2019 firmò da riserva/contratto futuro con i Giants. All'inizio della stagione 2020 non rientrò nel roster iniziale dei Giants, fu quindi svincolato il 5 settembre 2020 e quindi aggregato alla squadra di allenamento il giorno successivo. Svincolato il 15 settembre 2020 fu nuovamente inserito in squadra di allenamento il 5 ottobre 2020. Elevato nel roster attivo il 27 ottobre, Bachman fece il suo esordio da professionista nella sconfitta 22-21 subita contro i Philadelphia Eagles.
Il 4 gennaio 2021 firmò da riserva/contratto futuro. Il 31 agosto 2021 fu prima spostato in lista riserve/infortunati e poi svincolato. Il 3 novembre 2021 rifirmò per la squadra di allenamento dei Giants. Il 18 dicembre 2021 fu elevato nel roster attivo per la gara contro i Dallas Cowboys.
L'11 gennaio 2022 firmò da riserva/contratto futuro. Il 30 agosto 2022 fu svincolato.

### Houston Texans
Il 15 novembre 2022 Bachman firmò per la squadra di allenamento degli Houston Texans.  Il 10 gennaio 2023 firmò da riserva/contratto futuro. Svincolato il 22 agosto 2023 rifirmò per la squadra di allenamento l'8 novembre 2023. Il 22 gennaio 2024 firmò da riserva/contratto futuro. Il 9 aprile 2024 fu svincolato.

### Las Vegas Raiders
Il 22 maggio 2024 Bachman firmò con i Las Vegas Raiders. Prima dell'avvio della stagione 2024 non rientrò nel roster attivo iniziale dei Raiders e il 27 agosto 2024 fu svincolato, per poi essere aggregato alla squadra di allenamento il giorno successivo. Fu elevato nel roster attivo per tre gare di fila, dal quarto al sesto turno, mettendo a tabellino le sue prime tre ricezione da professionista nella gara di settimana 6 contro i Pittsburgh Steelers. Il 19 ottobre 2024, alla vigilia della gara del settimo turno, fu promosso stabilmente nel roster attivo. Svincolato il 16 novembre fu riaggregato alla squadra di allenamento tre giorni dopo, rimanendovi fino al termine della stagione.
Il 24 gennaio 2025 firmò da riserva/contratto futuro.